# Sophronica koreana
Sophronica koreana är en skalbaggsart som beskrevs av J. Linsley Gressitt 1951. Sophronica koreana ingår i släktet Sophronica och familjen långhorningar. Inga underarter finns listade i Catalogue of Life.